# آروس سیرادقیان
آروس سیرانی سیرادقیان (ارمنی: Արուս Սեյրանի Սիրադեղյան؛ انگلیسی: Arus Siradeghyan؛ ۲۶ ژوئن ۱۹۷۱) نقاش اهل ارمنستان است.

## زندگی‌نامه
وی در ۲۶ ژوئن ۱۹۷۱ در ایروان به دنیا آمد و از دانشگاه ملی پلی‌تکنیک ارمنستان فارغ‌التحصیل گشت. 